# Polyura aemiliani
Polyura aemiliani är en fjärilsart som beskrevs av Dusmet 1912. Polyura aemiliani ingår i släktet Polyura och familjen praktfjärilar. Inga underarter finns listade i Catalogue of Life.